# Congregación viene...
Congregación viene... es el primer y único álbum oficial de la banda chilena Congregación, lanzado en 1972 por el sello discográfico IRT. En abril de 2008, la edición chilena de la revista Rolling Stone situó a este álbum en el número 31 dentro de los 50 mejores discos chilenos de todos los tiempos.

## Lista de canciones
| Congregación viene... |                                                          |          |  |
| N.º                   | Título                                                   | Duración |  |
| 1.                    | «Estrecha a tu hermano»                                  | 3:32     |  |
| 2.                    | «Arrebol»                                                | 3:58     |  |
| 3.                    | «Mentes preñadas de amor»                                | 4:20     |  |
| 4.                    | «Síntesis de la existencia»                              | 2:49     |  |
| 5.                    | «El dulce espíritu de la soledad, ama la muerte hermano» | 6:29     |  |
| 6.                    | «Tanto parcelamiento»                                    | 4:09     |  |
| 7.                    | «Eclíptica»                                              | 2:34     |  |
| 8.                    | «Atrapados por un pensamiento»                           | 3:28     |  |
| 9.                    | «Fantástico»                                             | 3:42     |  |
| 10.                   | «Cosas que suceden»                                      | 2:51     |  |
| 11.                   | «Cuantos que no tienen y merecen»                        | 3:27     |  |

### Bonus reedición CD
| N.º | Título                     | Duración |  |
| 12. | «Mengano»                  | 2:56     |  |
| 13. | «Y regresaras a tu cuarto» | 2:40     |  |

## Créditos
Congregación
- Antonio Smith: voz y guitarra
- Alejandro: guitarra y armónica
- Alberto: bajo y guitarra
- Baltasar: percusión y guitarra
- Carlos: flauta y percusión